# Liste de constitutions nationales
La liste suivante recense les Constitutions nationales actuelles des pays du monde.

## Afrique
- Afrique du Sud
- Algérie
- Angola
- Bénin
- Botswana
- Burkina Faso
- Burundi
- Cameroun
- Cap-Vert
- Comores
- République du Congo
- République démocratique du Congo
- Côte d’Ivoire
- Djibouti
- Égypte
- Érythrée
- Éthiopie
- Eswatini
- Gabon
- Gambie
- Ghana
- Guinée
- Guinée-Bissau
- Guinée équatoriale
- Kenya
- Lesotho
- Liberia
- Libye (déclaration constitutionnelle provisoire)
- Madagascar
- Malawi
- Mali
- Maroc
- Maurice
- Mauritanie
- Mozambique
- Namibie
- Niger
- Nigeria
- Ouganda
- République centrafricaine
- Rwanda
- Sao Tomé-et-Principe
- Sénégal
- Seychelles
- Sierra Leone
- Somalie
- Soudan
- Soudan du Sud
- Tanzanie
- Tchad
- Togo
- Tunisie
- Zambie
- Zimbabwe

## Amérique
- Antigua-et-Barbuda
- Argentine
- Bahamas
- Barbade
- Belize
- Bolivie
- Brésil
- Canada
- Chili
- Colombie
- Costa Rica
- Cuba
- République dominicaine
- Dominique
- Équateur
- États-Unis
- Grenade
- Guatemala
- Guyana
- Haïti
- Honduras
- Jamaïque
- Mexique
- Nicaragua
- Panama
- Paraguay
- Pérou
- Porto Rico
- Saint-Christophe-et-Niévès
- Sainte-Lucie
- Saint-Vincent-et-les-Grenadines
- Salvador
- Suriname
- Trinité-et-Tobago
- Uruguay
- Venezuela

## Asie
- Afghanistan
- Arabie saoudite
- Arménie
- Azerbaïdjan
- Bahreïn
- Bangladesh
- Birmanie
- Bhoutan
- Brunei
- Cambodge
- Chine
- Corée du Nord
- Corée du Sud
- Émirats arabes unis
- Géorgie
- Inde
- Indonésie
- Irak
- Iran
- Israël (constitution non codifiée)
- Japon
- Jordanie
- Kazakhstan
- Kirghizistan
- Koweït
- Laos
- Liban
- Malaisie
- Maldives
- Mongolie
- Népal
- Oman
- Ouzbékistan
- Pakistan
- Palestine
- Philippines
- Qatar
- Russie
- Singapour
- Sri Lanka
- Syrie
- Tadjikistan
- Taïwan
- Thaïlande
- Timor oriental
- Turquie
- Turkménistan
- Viêt Nam
- Constitution du Yémen - liens (guerre civile : les Houthis et leurs alliés ont adopté la Déclaration constitutionnelle du 6 février 2015, tandis que leurs adversaires sont régis par un Mécanisme de la transition)

## Europe
- Albanie
- Allemagne (loi fondamentale, Grundgesetz - 1949)
- Andorre
- Autriche
- Belgique
- Biélorussie
- Bosnie-Herzégovine
- Bulgarie
- Chypre
- Croatie
- Danemark
- Espagne
- Estonie
- Finlande
- France (1958)
- Grèce
- Hongrie (loi fondamentale)
- Irlande
- Islande
- Italie
- Kosovo
- Lettonie
- Liechtenstein
- Lituanie
- Luxembourg
- Macédoine
- Malte
- Moldavie
- Monaco
- Monténégro
- Norvège
- Pays-Bas (loi fondamentale, Grondwet)
- Pologne
- Portugal
- Roumanie
- Royaume-Uni (constitution coutumière, non écrite)
- Saint-Marin
- Serbie
- Slovaquie
- Slovénie
- Suède
- Suisse
- République tchèque
- Ukraine
- Vatican (loi fondamentale)

## Océanie
- Australie
- Fidji
- Kiribati
- Marshall
- Micronésie
- Nauru
- Nouvelle-Zélande (constitution non codifiée)
- Palaos
- Papouasie-Nouvelle-Guinée
- Salomon
- Samoa
- Tonga
- Tuvalu
- Vanuatu